# Ikarus Kurir
Die Ikarus Kurir ist ein einmotoriger Hochdecker des jugoslawischen Herstellers Ikarus, der als Verbindungsflugzeug und Ambulanzflugzeug für die jugoslawische Luftwaffe entwickelt wurde.

## Geschichte und Konstruktion
Die Entwicklung der Kurir begann Mitte der 50er Jahre. Es wurde von einem Team um Boris Cijan bei Ikarus entworfen. Die Kurir hat die hohen Tragflächen und das hohe Fahrgestell typischer einmotoriger STOL-Flugzeug und ähnelt im Aussehen dem Fieseler Storch. Im Gegensatz zum Storch besaß die Kurir metallbeplankte Tragflächen, kurze Querruder und elektrisch betriebenen Fowlerklappen. Der Rumpf ist ebenfalls metallbeplankt und rechteckig im Querschnitt. Das Leitwerk war mit Stoff bespannt. Die verglaste Kabine ist unter der Tragfläche platziert und hatte in der Regel zwei Plätze, ein dritter konnte eingebaut werden oder statt der Rücksitze zwei Krankentragen transportiert werden. Das Flugzeug besaß ein festes Spornradfahrwerk und konnte auch mit Skiern ausgerüstet werden. Mindestens eine wurde mit Schwimmern ausgestattet. Die Kurir wurde ursprünglich von einem 116-kW-DM-6R-Sechszylinder-Motor angetrieben. Einige Flugzeuge wurden später mit einem Lycoming O-435-1 ausgestattet und wurden dann als „Kurir L“ bezeichnet. Einige erhielten auch Walter-Minor-Motoren.
Nach Ende ihrer militärischen Laufbahn wurden viele Kurir an die jugoslawischen Fliegerclubs abgegeben, wo sie als Schleppflugzeug und zum Absetzen von Fallschirmspringern verwendet wurden.

## Varianten
- Kurir DM-6R: Standard-Modell mit dem DM-6R-Motor
- Kurir H: Amphibische Version
- Kurir L: auf Lycoming O-435-1 umgerüstete Flugzeuge

## Militärische Nutzer
- Jugoslawien

## Technische Daten
| Kenngröße             | Daten                                     |
| --------------------- | ----------------------------------------- |
| Besatzung             | 1                                         |
| Passagiere            | 1–2                                       |
| Länge                 | 9,68 m                                    |
| Spannweite            | 14,9 m                                    |
| Höhe                  | 2,5 m                                     |
| Flügelfläche          | 27 m²                                     |
| Flügelstreckung       | 8,2                                       |
| Leermasse             | 980 kg                                    |
| max. Startmasse       | 1464 kg                                   |
| Reisegeschwindigkeit  | 147 km/h                                  |
| Höchstgeschwindigkeit | 180 km/h                                  |
| Dienstgipfelhöhe      | 3960 m                                    |
| Reichweite            | 697 km                                    |
| Antrieb               | 1 × DM-6R-Kolbenmotor mit 116 kW (158 PS) |